# Piel de zapa (telenovela venezolana)
Piel de zapa es una telenovela venezolana producida y transmitida por la cadena RCTV en el año 1978. Adaptación realizada por Salvador Garmendia de la novela La piel de zapa (1831) del escritor francés Honoré de Balzac, fue protagonizada por Mayra Alejandra y Raúl Amundaray.

## Sinopsis
Alberto es un hombre desilusionado de la vida que vendió su alma al diablo y a cambio obtuvo la piel de zapa, un talismán con la forma del mapa de Venezuela, que tenía la virtud de satisfacer todos sus deseos pero que todas las veces que le hacía una petición se encogía un poco, por lo tanto por cada deseo le restaban años de vida.

## Elenco
- Mayra Alejandra - Paulita
- Raúl Amundaray - Alberto
- Pierina España - Fedora
- Jean Carlo Simancas - Juan
- Rafael Briceño - el Diablo
- Rafael Cabrera - Jonathan
- María Antonieta Gómez - Agripina
- Agustina Martín
- Alejandro Mata - Emiliano
- Carlos Olivier
- Otto Rodríguez
- Hugo Pimentel
- Pablo Gil
- Nancy Soto